# Albergue del Lago del Cráter
El Albergue del Lago del Cráter (en inglés, Crater Lake Lodge) fue construido en 1915 para proporcionar alojamiento nocturno a los visitantes del Parque nacional del Lago del Cráter en Oregón del sur, EE. UU. El albergue está ubicado en el borde suroeste de la caldera del lago del Cráter a unos 300 m por encima de la superficie del lago. El albergue es propiedad del Servicio de Parques Nacionales de Estados Unidos, y está en el Registro Nacional de Lugares Históricos.

## Historia local
El lago del Cráter se encuentra dentro de una caldera volcánica creada hace unos 7,700 años cuándo el monte Mazama de 3700 m colapsó durante una gran erupción volcánica.  Durante el milenio siguiente, la caldera se llenó con el agua de lluvia que forma hoy el lago. Los indios Klamath reverenciaban el lago del Cráter por sus profundas aguas azules.  En 1853, tres buscadores de oro encontraron el lago.  Lo nombraron el Lago Azul Profundo, pero debido a su ubicación tan alta en la Cordillera de las Cascadas el descubrimiento fue prontamente olvidado.
En 1886, el capitán Clarence Dutton dirigió a un equipo del Servicio Geológico de los Estados Unidos hacia el lago del Cráter. El equipo de Dutton llevó una barca de investigación, el Cleetwood, que pesaba media tonelada, y la acarrearon por la pendiente empinada de la montaña y la bajaron 610 m hacia el lago. Desde el Cleetwood, Dutton utilizó cuerdas de piano para medir la profundidad del lago en 168 lugares diferentes. La cala Cleetwood  en el lago fue nombrada en honor a esta barca. El equipo de investigación determinó que la profundidad del lago era de 608 m.  Esto es muy similar a la profundidad determinada por sistemas de sonar que se hicieron en 1959 y que establecieron el punto más profundo del lago en 589 m.
William Gladstone Steel acompañó al equipo de Dutton en 1886. Fue él quien nombró a muchos de los puntos de referencia del lago incluyendo la isla del Mago, el peñón Llao, y Skell Head, y participó en las investigaciones del lago que proporcionaron evidencia científica de la unicidad del lago.  Después de su partida, Steel empezó a abogar para que el lago del Cráter se estableciera como parque nacional.  El 22 de mayo de 1902, el presidente Theodore Roosevelt firmó una ley que hizo del Lago del Cráter, el sexto parque nacional de los Estados Unidos. Steel fue el primero en idear la construcción de un albergue de huéspedes en el lago del Cráter poco después del establecimiento del parque.

## Construcción
En 1909, Steel finalmente convenció a Alfred Parkhurst, un constructor de Portland, para que construyera un albergue en el lago del Cráter.  En un invierno típico en el lago del Cráter se acumulan 13,5 m de nieve.  Como resultado, se requirió que la estructura del albergue soportase un peso extremadamente enorme hasta por ocho meses al año. Ni Parkhurst ni R. L. Hockenberry & Company, los arquitectos del proyecto, tenían experiencia construyendo estructuras en un entorno exigente como el de lago del Cráter.  Además, los materiales de construcción tuvieron que ser acarreados al sitio por carreteras en mal estado, y durante una temporada veraniéga de construcción de sólo tres meses. Estos factores se combinaron para poner la construcción a paso lento y aumentar los costes del proyecto.  Para compensar, Parkhurst mantuvo la estructura muy sencilla.  Por ejemplo, el exterior fue cubierto en papel alquitranado y las paredes interiores acabadas con tablero delgado. El albergue no contó con baños privados y la electricidad provenía de un pequeño generador.

## Desarrollo inicial

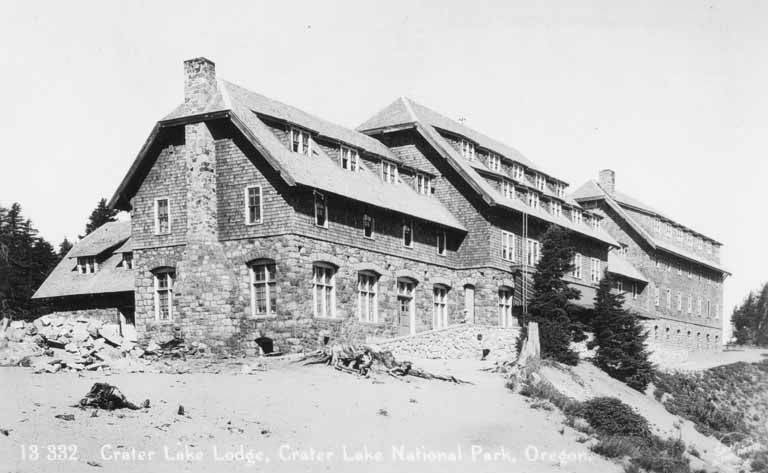
Albergue del Lago del Cráter.

Cuándo el Albergue del Lago del Cráter se inauguró en 1915,  atrajo muchos visitantes a pesar de la carencia de comodidades.  La vista magnífica del lago del Cráter y las cumbres circundantes de la Cordillera de las Cascadas hicieron que se mantuviera un flujo firme de visitantes al albergue.
En 1922, se inició un proyecto de actualización de las instalaciones que duraría dos años.  El proyecto duplicó el número de habitaciones de huéspedes, y añadió baños privados en el ala nueva del albergue.  Aun así, la carencia de dinero dejó muchas de las nuevas habitaciones sin acabar. El número de visitantes al parque disminuyó durante la Gran Depresión, y el albergue sufrió financieramente por la disminución de visitantes. Como resultado, se gastó muy poco en el mantenimiento del edificio. Aun así, a mediados de la década de 1930 se terminaron las habitaciones de huéspedes en el segundo y tercer piso.
Con el pasar de los años, los automóviles habían destruido la mayoría de la vegetación alrededor del albergue.  Durante la década de 1930, el Cuerpo Civil de Conservación construyó la Aldea del Cráter junto al albergue.  Su obra incluyó el embellecimiento vegetal alrededor del albergue, lo cual no podía hacer éste, como entidad privada.  El nuevo paisaje incluyó un centenar de árboles y arbustos autóctonos que ayudaron a que el edificio armonizara con su entorno.  Además, el Servicio de Parques Nacionales pavimentó los senderos y estacionamientos adyacentes al albergue. Esto redujo el polvo y problemas de erosión alrededor del edificio.
Durante la Segunda Guerra Mundial, cerraron el parque nacional del Lago del Cráter y el albergue. Después de la guerra, el número de visitantes al parque aumentó dramáticamente y el albergue se vio beneficiado por el auge turístico.  El Servicio de Parques Nacionales continuamente presionó al operador del albergue para que modernizara el edificio, pero se hizo poco para mantener al edificio con un nivel básico de mantenimiento de servicios y medidas de seguridad contra incendios. Llegó un punto en el cual se tuvieron que extender cables entre las paredes del norte y del sur para evitar su colapso.

## Propiedad del Servicio de Parque Nacionales

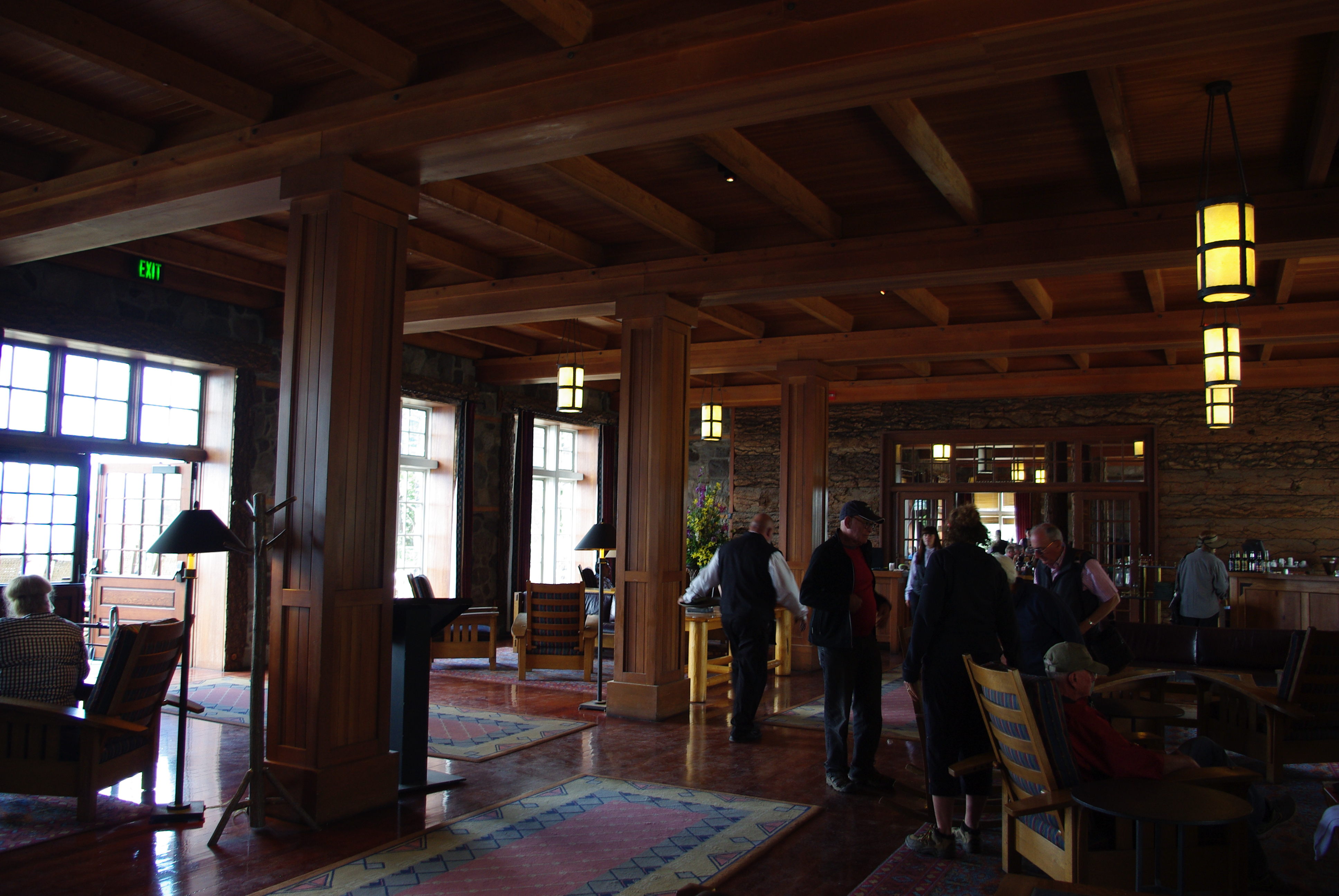
El salón del albergue

En 1967, el Servicio de Parques Nacionales adquirió el Albergue del Lago del Cráter, y en 1981 fue incluido en el Registro Nacional de Lugares Históricos.  Aun así, el edificio continuó deteriorándose debido a carencia de fondos. A pesar de figurar en el Registro Nacional de Lugares Históricos, el Servicio de Parques Nacionales decidió que restaurar el antiguo edificio sería demasiado costoso y planificó derribarlo. Debido a la presión del público esta decisión fue revertida.  En 1988, el Servicio de Parques Nacionales aprobó un plan para reconstruir el albergue como parte del redesarrollo de la Aldea del Cráter.
En la primavera de 1989, justo antes de la apertura veraniéga, ingenieros estructurales aconsejaron al Servicio de Parques Nacionales que la Sala Grande estaba en condiciones peligrosas.  Era tan inestable que temieron que pudiera colapsar por su propio peso, y por ende el resto de la estructura. Esto obligó al Servicio de Parques Nacionales a cerrar el edificio debido a las obras de renovación.  Después de dos años de planificación, la construcción empezó en 1991. Se salvaguardaron algunos materiales originales, pero la mayor parte del edificio original se había deteriorado de tal manera que no se pudo salvar ni rehusar.  Aun así, la Sala Grande fue cuidadosamente desmantelada.  El resto del edificio fue desmantelado y se instaló una nueva estructura de acero, al igual que un sistema de servicios moderno y uno de supresión de incendios; asimismo, las habitaciones de huéspedes se actualizaron a los estándares de hotelería moderna. La renovación estuvo completada para el otoño de 1994 a un coste de $15 millones.  El 20 de mayo de 1995, el Albergue del Lago del Cráter reabrió al público.
En la actualidad, los visitantes al Albergue del Lago del Cráter disfrutan de un hospedaje moderno en un ambiente rústico que remonta al albergue original de los años 20. El albergue cuenta con 71 habitaciones que proporcionan intimidad y comodidad modernas. La Sala Grande ha sido restaurado completamente.  El comedor mira al lago y sirve cocina regional.  Una sala de exposición justo a la recepción proporciona información sobre la historia del albergue, del lago del Cráter, y del parque. El albergue abre sus puertas desde finales de mayo a mediados de octubre.